# Musée d'Art et d'Histoire de Langres

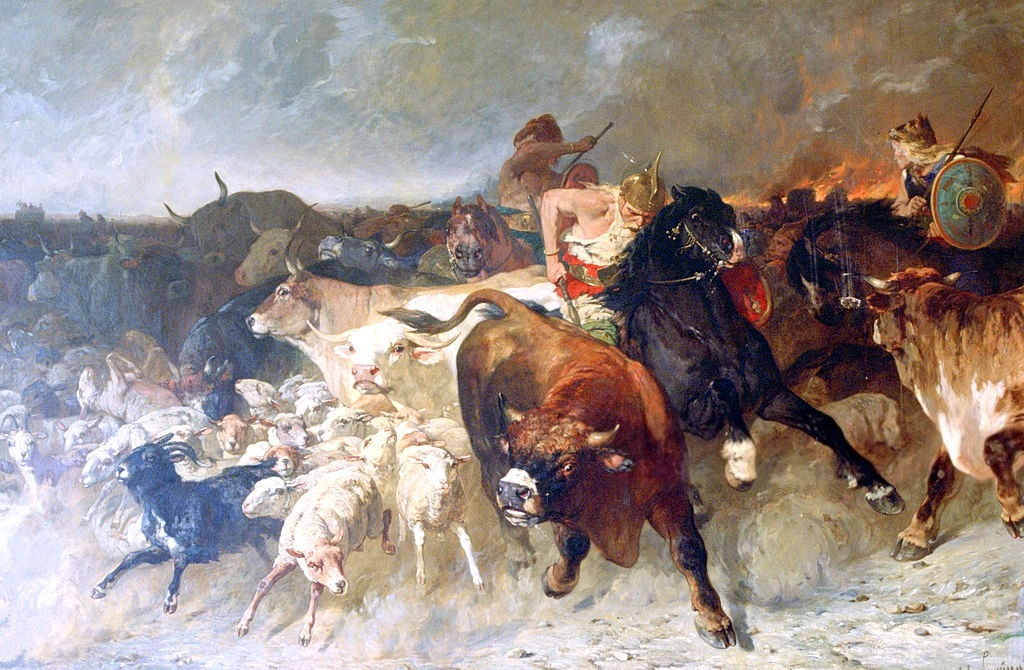
« Pillards Gaulois », d'après Évariste-Vital Luminais

Le Musée d'Art et d'Histoire de Langres ou Musée Guy-Baillet est un musée fondé à Langres (Haute-Marne) en 1841. Situé dans la vieille ville, non loin de la cathédrale Saint-Mammès, il présente des collections d'archéologie, d'art et d'histoire. Il est dédié à Guy Baillet, ancien maire de la ville.

## Historique

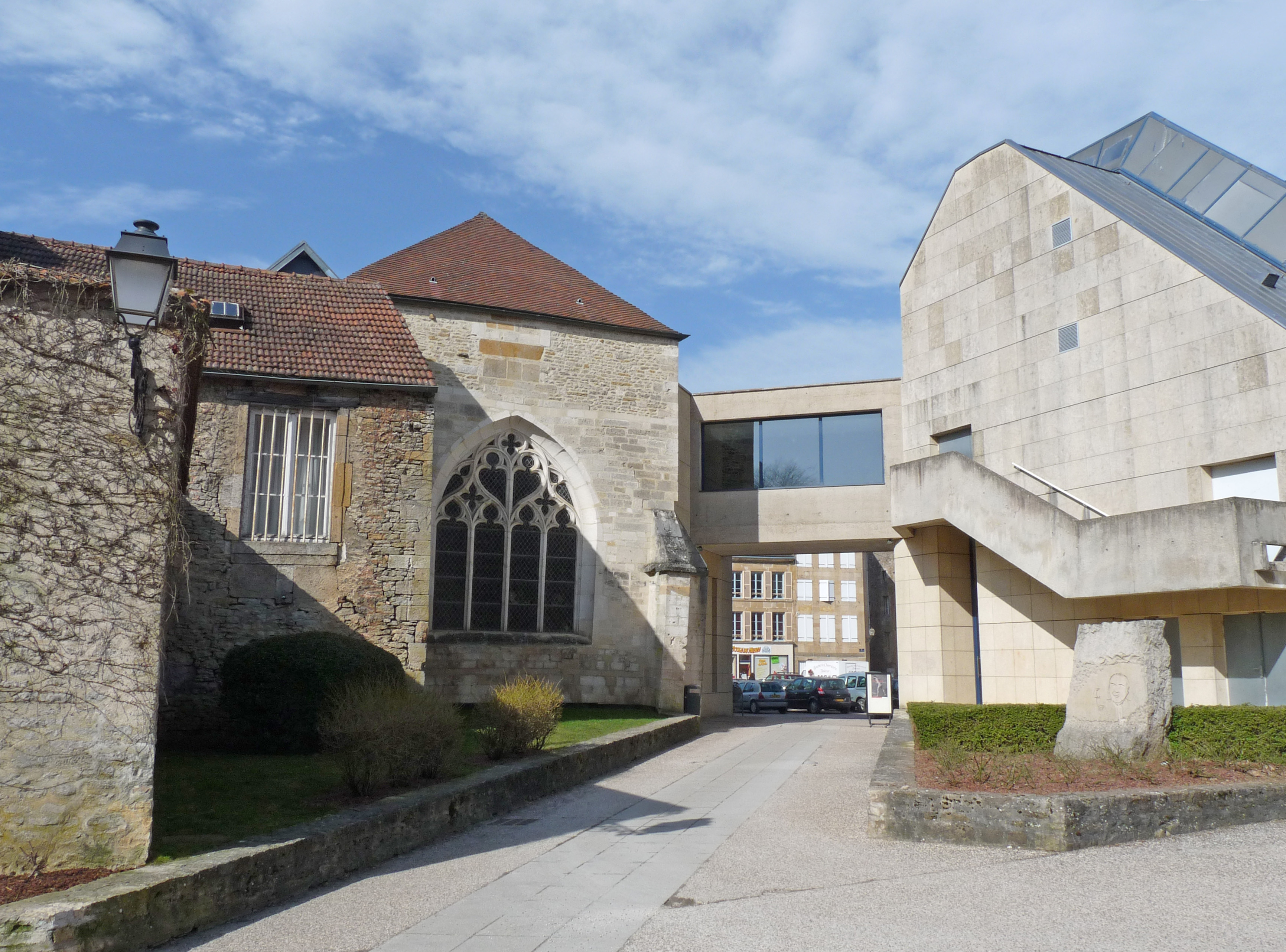
Passerelle entre l'ancienne église et le bâtiment contemporain. À droite la stèle dédiée à François Mitterrand

Fondé en 1841 par la Société historique et archéologique de Langres, le musée est aujourd'hui installé dans une ancienne église augmentée d'un bâtiment contemporain, inauguré en 1995.
L’histoire bimillénaire de Langres explique l’existence de collections d’antiques dès le XVIe siècle dans des jardins privés de la ville. Les antiquaires langrois continuent à réunir et publier des sculptures gallo-romaines provenant de la cité ou de ses environs jusqu’au XVIIIe siècle. Durant la seconde moitié de ce siècle, le cabinet de l’avocat du roi et collectionneur Guyot de Saint-Michel (1736-1799) contient essentiellement des curiosités naturelles. Publié en 1785, il réunit également des peintures, dont une dizaine de tableaux donnés aux Tassel, et environ 5000 livres traitant de droit canon, de droit civil, des auteurs grecs et romains, de numismatique... L’ensemble est complété de petits objets antiques, de monnaies, de meubles anciens, d’estampes et d’instruments de physique. Bien que de taille sans doute modeste, cet ensemble représentatif des goûts d’un lettré de province du siècle des Lumières préfigure les intentions des académiciens langrois du début du XIXe siècle dans leur volonté de « collectionner le monde ». Le substrat intellectuel langrois est donc ancien et explique en partie la fondation assez précoce d’un musée.
En 1836, de jeunes érudits locaux, dont Joseph-Philibert Girault de Prangey (1804-1892), Etienne Pistollet de Saint-Frejeux (1808-1877), Stanislas Migneret (1809-1884) et Jean Luquet (1810-1858), expriment le souhait de sauvegarder des inscriptions latines et d’autres découvertes archéologiques. Pour cela, ils fondent la Société archéologique de Langres, devenue Société historique et archéologique de Langres (SHAL) en 1842. Des collections à usage public commencent à être réunies. La ville ayant refusé d'établir une galerie d'antiques dans la cour de l'Hôtel de Ville, l’architecte Luquet suggère de créer un dépôt lapidaire dans une église désaffectée autrefois consacrée à saint Didier, troisième évêque de Langres. L’édifice du XIIe siècle, modifié aux XIIIe, XVIe puis au XVIIe siècle, a été partiellement détruit à la Révolution. En 1837, Girault de Prangey et Émile Sagot (1805-1888) livrent leur « Projet d’un musée d’antiquités » qui intègre les vestiges découverts depuis le XVIe siècle, comme l’« autel de Bacchus » (autel antique en marbre blanc) ou la « stèle des époux » (stèle funéraire représentant quatre personnages). Ces érudits investissent progressivement le lieu. En 1838, Luquet affirme que « le chœur est déjà presque rempli de sorte qu’il sera difficile de nous faire déloger ». Après d’importants travaux confiés à l’architecte Charles Santa, le musée ouvre en 1841. Actuel musée Baillet, le musée Saint-Didier est donc à l'origine un musée archéologique et un musée de peintures (exposant 21 toiles en 1843).
Au XXe siècle, le musée continue à s’enrichir au rythme des fouilles et grâce aux donations suscitées par la notoriété de la SHAL. Quelques collectionneurs marquent l’histoire du musée par l’importance de leurs dons, à l’exemple des frères Charles (1848-1920) et Joseph (1850-1941) Royer en 1943 dans les domaines de l’archéologie, de la numismatique, de la peinture (dont Gustave Courbet et Eugène Delacroix)… Ce legs comporte aussi des pièces de la faïencerie d’Aprey, importante manufacture située au sud de Langres, dont le musée possède la première collection publique française. Les peintres et sculpteurs de la fin du XIXe et de la première moitié du XXe siècle liés à l’École de dessin de Langres (Alizard père et fils, Léon Bellemont, Charles Duvent, Jules Hervé-Mathé, Jules-René Hervé…) entrent progressivement au musée. Du mobilier du paléolithique supérieur découvert à Farincourt (52) enrichit les collections préhistoriques par le don Mouton en 1978. En 1980, la statue en marbre d’un empereur revient à Langres sous la forme d’un dépôt du Louvre, après sa découverte en 1660 et son transfert à Versailles en 1684. Des daguerréotypes, des tirages argentiques et des plaques de verre témoignent aussi dorénavant des débuts précoces de la photographie en Haute-Marne. En 2011, la municipalité dépose au musée la toile de José de Ribera « Jésus parmi les docteurs », fleuron des collections langroises. En 2012, le dépôt par le musée national d’art moderne d’une toile de Raoul Dufy représentant Langres clôt l’actuel parcours de visite. Parmi d’autres acquisitions, deux ensembles d’œuvres complètent en 2013 le fonds consacré à l’esthète, voyageur et illustrateur Girault de Prangey.

## Collections
- Les collections archéologiques témoignent de la richesse du patrimoine de la ville et de son territoire. Le visiteur aborde les grands périodes de la préhistoire et de la protohistoire : le paléolithique, le néolithique, l’âge de Bronze et l’âge de fer, illustré par des reconstitutions d’atelier. La galerie gallo-romaine évoque les grands thèmes de cette civilisation, les cultes, l’artisanat, le commerce et l’agriculture. Quelques œuvres insignes ponctuent le parcours : épées de l’âge du Bronze, torques celtiques, statue en marbre d’un empereur romain, mosaïque de Bacchus, flacon en verre à décor de serpents… Une section est consacrée à la collection égyptienne.
- Au milieu du parcours et intégrée à l’architecture moderne, la chapelle romane Saint-Didier accueille des statues médiévales d’évêques et de saints autour du tombeau de saint Didier, 3e évêque de Langres et évangélisateur du pays lingon vers 340. Des témoignages de l’architecture et de la sculpture langroises de le Renaissance, période faste pour la ville, sont également présentés dans cette salle. Chef-d’œuvre du musée, la toile de José de Ribera représentant Jésus parmi les docteurs est exposée dans la nef. Le musée évoque l’artisanat d’art qui s’est développé à Langres et dans ses environs aux XVIIIe et XIXe siècles : faïences d’Aprey et des Auges, coutellerie de Langres et de Nogent...
- La section des beaux-arts présente l’univers des artistes d’origine langroise tels que Jean Tassel pour le XVIIe siècle, Claude Gillot pour le XVIIIe siècle, Jules-Claude Ziegler ou Joseph Girault de Prangey pour le XIXe siècle, Joseph-Paul Alizard ou Jules-René Hervé pour le XXe siècle. Les collections comportent également des œuvres de Cornelis de Heem, Gerard Seghers, Jean Le Clerc, Charles Le Brun, Nicolas de Largillierre, Joseph-Nicolas Robert-Fleury, Eugène Delacroix, Gustave Courbet, Evariste Luminais ou Raoul Dufy.
- La sculpture est représentée par des œuvres d’artistes haut-marnais, Antoine Besançon, Edme Gaulle, Pierre Petitot et Louis Petitot, Joseph Lescornel, Henry Bertrand, Antide Péchiné. Le cabinet d’art graphique permet d’exposer, par roulement, des œuvres d’artistes comme Jean Duvet, célèbre graveur langrois du XVIe siècle, Claude Gillot ou, pour le XIXe siècle, Émile Sagot et François-Antoine Pernot.

## Expositions temporaires
(liste non exhaustive)
- Le Maroc de Charles-Jules Duvent : un regard d'artiste entre orientalisme et idées coloniales (21 juin-30 septembre 1997)
- Ester Grinspum (27 juin-27 septembre 1999)
- Claude Gillot (1673-1722) : comédies, sabbats et autres sujets bizarres (2 juillet-27 septembre 1999)
- 20 années de recherches archéologiques à Langres (4 août-19 novembre 2000)
- Sur les traces des troubadours : la Haute-Marne et son patrimoine au XIXe siècle (2002)
- Alizard père & fils, peintres & professeurs, 1827-1948 (18 septembre 2010-7 mars 2011)
- Eponine & Sabinus : un mythe lingon ? (14 mai-22 août 2011)
- La Route bleue, Raoul Dufy en pays de Langres (19 mai-20 août 2012)
- Le cas Rousseau (30 mars-30 juin 2013)
- Mammès dans la fournaise, un chef-d’œuvre de la tapisserie française (6 septembre-8 décembre 2014)
- Les Artistes de Diderot : Hubert Robert et Ruines Italiennes (5 mai-4 octobre 2015)
- Émilie du Châtelet, une femme des Lumières (du 4 mai au 19 septembre 2016)
- Les Artistes de Diderot : Joseph Marie Vien (du 21 mai au 10 octobre 2016)
- Langres à la Renaissance (du 19 mail au 7 octobre 2018)[2]